# HR 8799 b

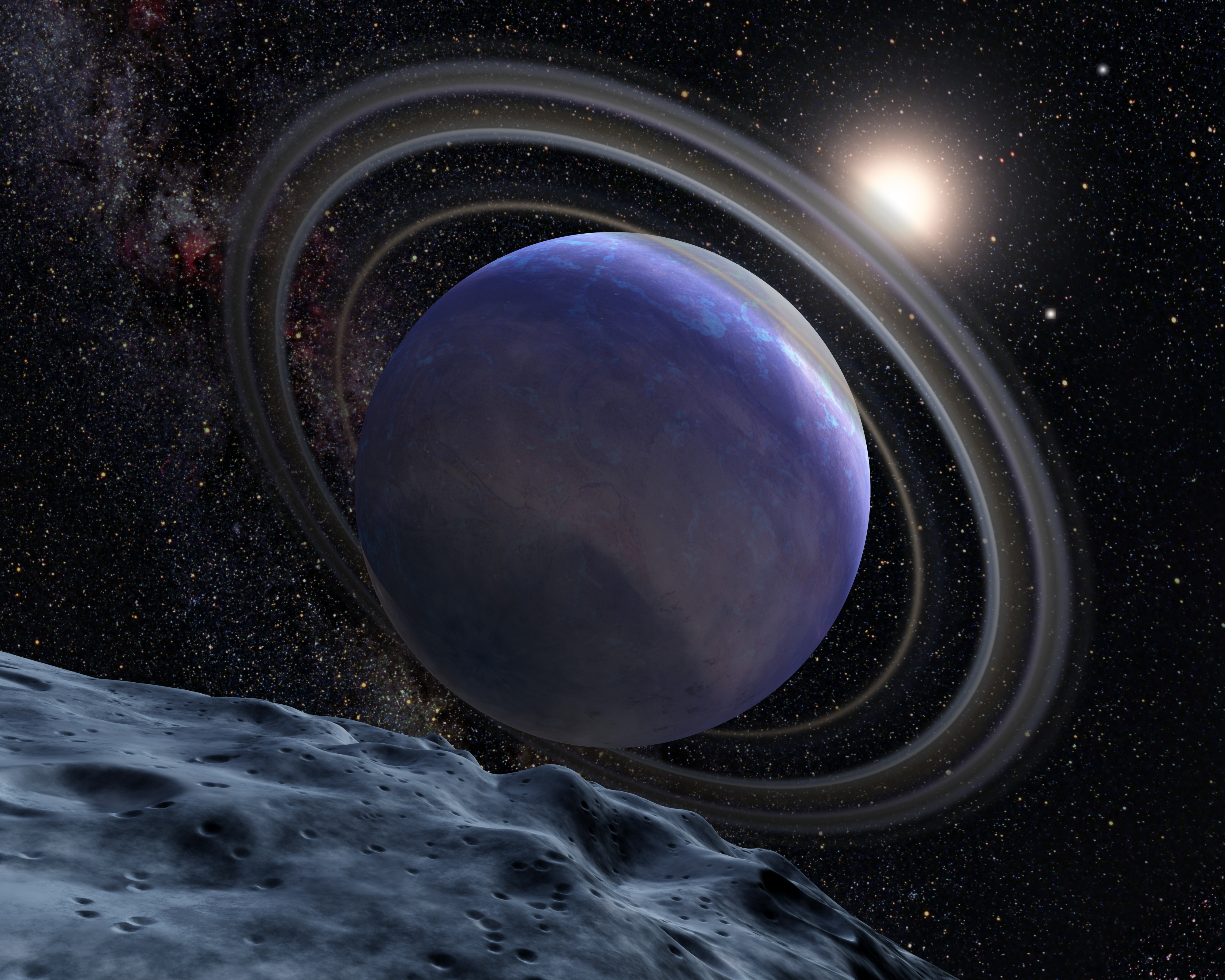
Impressão artística de HR 8799 b.

HR 8799 b é um planeta extrassolar que orbita a estrela HR 8799, localizada a aproximadamente 129 anos-luz da Terra na constelação de Pegasus. Tem uma massa entre 4 e 7 massas de Júpiter e um raio de 10 a 30% maior que o de Júpiter. Orbita HR 8799 a uma distância média de 68 UA com um período orbital de 460 anos, e é o planeta mais externo conhecido do sistema. HR 8799 b foi descoberto junto com os planetas c e d do sistema em 13 de novembro de 2008 por Marois et al., usando os observatórios Keck e Gemini no Havaí. Esses planetas foram descobertos com imagens diretas.
Em 2009 foi descoberto que o Telescópio Espacial Hubble já fotografou HR 8799 b em 1998, sugerindo que mais planetas possam ser descobertos através de análises dos arquivos fotográficos do Hubble.